# هينريتش فينكلستاين
هينريتش فينكلستاين (بالألمانية: Heinrich Finkelstein)‏ هو طبيب أطفال ألماني، ولد في 31 يوليو 1865 في لايبزيغ في ألمانيا، وتوفي في 28 يناير 1942 في سانتياغو في تشيلي.